# Kyawthuita
La kyawthuita es un mineral raro de fórmula simple: Bi3+Sb5+O4. Es el único óxido de bismuto y antimonio natural que se conoce. La kyawthuita es monoclínica, del grupo espacial I2/c, e isoestructural con la clinocervantita, su análogo trivalente-antimónico. La kyawthuita es también un análogo antimónico de la clinobisvanita. La kyawthuita fue descubierta en las proximidades del municipio de Mogok, en Birmania, una zona famosa por la presencia de varias gemas de origen mineral. Es considerado el mineral más extraño del mundo, al haberse hallado una sola unidad de 0.322 gramos. Actualmente la única pieza conocida se exhibe en el Museo de Historia Natural de Los Ángeles.

## Etimología
La palabra «kyawthuita» hace referencia al nombre de Kyaw Thu, mineralogista birmano que compró la piedra en 2010 y cooperó para su clasificación con expertos de Estados Unidos y la Asociación Mineralógica Internacional (IMA). En diciembre de 2015, la IMA reconoció que la gema era la primera de su especie descubierta en el mundo.